# تيري تاربي
تيري تاربي (مواليد 2 مارس 1994) هو لاعب كرة سلة فرنسي يلعب في مركز لاعب هجوم صغير الجسم في نادي لو مان سارت باسكت.

## روابط خارجية
- تيري تاربي على موقع كرة السلة الأوروبية.كوم (الإنجليزية)
- تيري تاربي على موقع DraftExpress.com (الإنجليزية)
- تيري تاربي على موقع كلية كرة السلة في سبورتس رفرنس.كوم (الإنجليزية)
- تيري تاربي على موقع ريلجم (الإنجليزية)
- تيري تاربي على موقع بروبوليرز (الإنجليزية)
- تيري تاربي على موقع سبورتس رفرنس (الإنجليزية)